# 刈谷銀座アーケード街
刈谷銀座アーケード街（かりやぎんざアーケードがい）は、かつて愛知県刈谷市銀座と新栄町にあったアーケード商店街。銀座通り中町商店街（ぎんざどおりなかまちしょうてんがい、銀座中町商店街）の一部であった。かつては刈谷市における最重要商店街だったが、現在はアーケードが撤去されており、またほとんど商店街としての体をなしていない。

## 特徴
銀座通り中町商店街は36店舗からなっていた。1957年（昭和32年）頃にはアーケードの建設計画が持ち上がり、豊橋市の常盤通りのアーケードなどを視察している。アーケードは1960年（昭和35年）1月に起工し、同年6月に竣工した。アーケードの長さは174メートル、幅は約4メートル、高さは約6メートルである。総工費は約1000万円。刈谷市初のアーケード商店街となり、刈谷銀座アーケード街とも呼ばれるようになった。
1960年代が絶頂期であり、他の商店街を圧倒するほどの人出があった。「（1967年頃までは）一日中、自転車に乗っては通ることができなかった」「よそから来た人がお祭りと間違えた」という。大売出しの客寄せとして花魁道中なども行われている。
西端は三菱UFJ銀行刈谷支店のある「銀座4丁目」交差点、中央部は「新栄町北」交差点、東端は「刈谷警察北」交差点である。南側には愛知県道48号岡崎刈谷線（広小路通りと通称され、バス通りとも呼ばれた）が並行している。

## 施設

### ユニー刈谷銀座店
今日には三菱UFJ銀行刈谷支店があるブロックには、文房具店の表屋があった。表屋は名古屋市に拠点を置く西川屋とともに商業ビルの建設を計画し、1964年（昭和39年）7月15日に3階建ての表屋ビルが開業。刈谷市のみならず、碧海郡地域初の大規模小売店舗だった。核テナントは全売場面積1930平方メートルの2/3を占める西川屋であり、その他には文房具店の表屋、眼鏡店、レコード店、化粧品店の4テナントが入った。
地元商店街は表屋ビルに客を吸い取られることを懸念したが、実際には表屋ビルによる商店街全体の集客効果のほうが大きく、商店街の核店舗は売り上げを伸ばした。1971年（昭和46年）にはユニー刈谷銀座店（表屋ユニー）となっている。ユニー刈谷銀座店は1988年（昭和63年）8月に閉店し、2010年代には駐車場として使われていた。2017年（平成29年）以降にはエクセルグランデ刈谷銀座タワーの建設が行われており、2020年（令和2年）2月に竣工した。

### 銀座センター
万燈祭りを開催する松秀寺（秋葉神社）から道路を挟んで東隣は、1954年（昭和29年）に東陽町1丁目1番地に移転するまでは刈谷町役場/刈谷市役所が置かれていた。その後、刈谷市を事業主体として銀座センターが建設された。1958年（昭和33年）10月末には鉄筋コンクリート造4階建て（一部5階建て）の建設工事を開始し、1960年6月25日に1階の商店部分が開業した。銀座センターは「刈谷初の高層ビル」とされる。
総工費は3310万円。地上から屋上までの高さは14メートルであり、刈谷市役所庁舎より20センチ高く、刈谷市最高層の建築物だった。銀座センターの1階は専門店街であり、開業時には16店舗が入った。喫茶・軽食店、化粧品・衣料品店、靴店、時計店、菓子店、野菜・缶物・瓶詰店、生花店、鶏肉店、肉・揚物店、鮮魚店、青果物店、美容院、床屋が入っている。2階以上はアパートであり、32戸が入った。一般募集は24戸だったが、6.5倍の149件の応募があったという。
土日は人でごった返すほどのにぎわいだったが、昭和40年代半ばから大型店の出現やモータリゼーションの進行で客数を減らした。1975年（昭和50年）には13店舗となり、1990年（平成2年）には5店舗となっている。銀座センターは2009年以後2010年以前に取り壊されている。跡地は駐車場として使用されていたが、2016年（平成28年）以降には銀座万燈蔵として利用されており、万燈祭りに使う万燈の製作・修理などが行われている。